# المجمع المغلق 2013
|                         |     |
| إيطاليا                 | 28  |
| باقي أوروبا             | 32  |
| أمريكا الشمالية         | 14  |
| أمريكا الجنوبية         | 19  |
| أفريقيا                 | 11  |
| آسيا                    | 10  |
| أوقيانوسيا              | 1   |
| مجموع الكرادلة الناخبين | 115 |

التوزع الجغرافي للكرادلة الناخبين في مجمع 2013:

المجمع المغلق لعام 2013، هو المجمع الموكول انتخاب بابا الكنيسة الكاثوليكية الجديد بعد استقالة البابا بندكت السادس عشر، انعقد مجمع الكرادلة بدءًا من الثلاثاء 12 مارس 2013، لانتخاب البابا الجديد، وانتخب في اليوم الثاني بعد الجولة الرابعة البابا فرنسيس ليكون البابا الجديد للكنيسة. وهو المجمع الخامس والسبعون لانتخاب بابا وأحد أقصر المجامع إذ دام يومًا ونصف اليوم فقط. أشرفت على تغطيته 2800 تلفزيون، و6000 صحفي تقريبًا.

## خلفية
في 11 فبراير 2013 ومع بدء الصوم الكبير في الكنيسة الكاثوليكية تقدم البابا بندكت السادس عشر باستقالته بدافع التقدم بالسن، بعد حبرية دامت قرابة ثمان سنوات. البابا اختار أن تدخل استقالته حيّز التنفيذ بدءًا من 28 فبراير 2013. بموجب التقاليد الفاتيكانية فإن المجمع المغلق ينعقد بعد خمسة عشر يومًا على الأقل من وفاة البابا، ما يجعل تاريخ المجمع نحو 15 مارس، غير أن البابا عدّل أحكام هذا القانون التنظيمي في حالة الاستقالة بحيث يمكن تقديم موعد المجمع المغلق؛ بحيث يمكن التئامه وانتخاب بابا قبل أسبوع الآلام وعيد الفصح بين 24 - 31 مارس 2013. لم يحدد موعد المجمع المغلق بشكل نهائي، مع سريان استقالة البابا حيّز التنفيذ، ينتظر من الجمعية العامة للكرادلة المنعقدة في الفاتيكان يوم 4 مارس أن تختار موعد بدء المجمع.

## التكهنات
سرت العديد من التكهنات حول كون البابا المقبل من خارج أوروبا، فكون البابا أوروبي هو تقليد متوارث منذ ما يفوق الألف عام، وآخر بابا غير أوروبي هو البابا السوري غريغوري الثالث بين 731 - 741 خلال حكم الدولة الأموية؛ بكل الأحوال تتجه الأنظار نحو أمريكا الجنوبية أو أفريقيا، بوصفهما تجمعات سكانية كبرى للكاثوليك. على النقيض، أشارت صحيفة لوس آنجلوس تايمز أنه من غير المرجح أن يكون البابا المقبل من أمريكا الجنوبية مع 19 كاردينال ناخب فقط من أصل 117. رئيس أساقفة لوس أنجلوس السابق روجر ماهوني لن يشارك في الاجتماع المغلق نتيج تقصيره وتغطيته على متهمين بقضايا اعتداء الجنسي في الولايات المتحدة؛ كذلك فإن الكردينال أوبراين من المملكة المتحدة لن يشارك بعد أن قدم استقالته من رئاسة أساقفة أدنبرة يوم 18 فبراير 2013 بعد اتهامه بسلوك غير لائق اتجاه الكهنة خلال الثمانينات.
من الناحية النظرية فإن أي معمّد كاثوليكي من الممكن أن ينتخب بابا. غير أنه ومنذ 1389 انتخب الكرادلة أحد الموجودين داخل المجمع - أي أحد الناخبين حصرًا - ليكون البابا الجديد. يعتبر الكاردينال النمسواي كريستوف شونبورون، والكاردينال لويس أنطونيو تاغلي من الفيليبين، وبيتر تراكسون من غانا، ومارك أوليه من كندا، وبيتر أردو من يوغوسلافيا وانجيلو سكولا من إيطاليا، المرشحون الأكثر حظًا لخلافة البابا حسب المحليين والمعلقين ووسائل الإعلام.

## التحضير

### القانون

شعار الكرسي الرسولي خلال شغور السدة البابوية.

قانون انتخاب البابا المعمول به في الوقت الحاضر، هو القانون الصادر عام 1996 عن البابا يوحنا بولس الثاني، وينصّ على انتخاب البابا بأغلبية الثلثين وعلى أربع دورات اقتراع يوميًا، وعلى مشاركة جميع الكرادلة الذين هم تحت سن الثمانين في العملية الانتخابية، وترأس أكبر المطارنة الناخبين سنًا والمدعو «عميد مجمع الكرادلة» للمجمع، وهو الكردينال الإيطالي جيوفاني باتيسيا ري. أصدر البابا المستقيل قبل سريان استقالته، مرسومًا يجيز به تقديم موعد عقد المجمع المغلق، فبموجب القانون يتلئم المجمع خلال 15 - 20 يومًا من شغور الكرسي، غير أن اتجاه الكرادلة إلى روما والمعرفة المسبقة بشغور الكرسي الرسولي، وقرب موعد عيد الفصح، قد يؤدي إلى تقديم موعد المجمع؛ وقد صرح في 16 فبراير 2013 المتحدث باسم الكرسي الرسولي الأب فيديركو لومباردي، أنه إذا وصل الكرادلة الناخبون إلى روما قبل الموعد القانوني، فمن الممكن عقد المجمع المغلق قبل 15 مارس. التعديل الثاني الذي أدخله البابا على الدستور، يتعلق بالطرد المباشر من سلك الكرادلة لأي كاردينال يحنث بقسمه المتعلق بعدم إفشاء ما يجري داخل المجمع المغلق، وكان قبل التعديل تترك عقوبة الحنث باليمين وفقًا لتقدير البابا الجديد.

### الناخبون
على الرغم من أن عدد حملة لقب كاردينال هو 208 عند سريان استقالة البابا مفعولها، إلا أن الذين أعمارهم أقل من 80 عامًا وبالتالي يحق لهم المشاركة في المجمع غير مؤهلين للتصويت، وكان تحديد العمر الأقصى للناخب - ومن ثم للمرشح - البابوي قد أدخله البابا بولس السادس عام 1970 وسار على إثره يوحنا بولس الثاني في قانون 1996. في 21 فبراير أعلن الكاردينال كيث أوبراين من اسكتلندا ويوليوس دارماتمدجا من أندونيسيا أنهما لن يشاركا لأسباب صحية. للمرة الأولى في التاريخ الحديث، يشارك كاردينال ناخب عربي في الانتخابات البابوية، هو الكردينال بشارة بطرس الراعي من لبنان، وكان البابا بندكت السادس عشر قد اختاره كاردينال عام 2012.

## الفترة الانتقالية
منذ 1 مارس بدأ توافد الكرادلة إلى روما، وانعقد مجمع الكرادلة في دورة استثنائية يوم 4 مارس لتنظيم الحدث بشكل كامل، أغلقت كنيسة سيستين أمام السيّاح يوم 5 مارس لتجهيز المكان التقليدي لانعقاد الخلوة بالشكل المناسب. آخر الكرادلة الناخبين وصل إلى روما يوم 7 مارس، وهو كاردينال هوشي منه في الفيتنام. بموجب القوانين الانتخابية، فإنه لا يجوز أن يكون هناك أي اتصال مع العالم الخارجي خلال مرحلة انعقاد المجمع المغلق، بما في ذلك الإطلاع على الإنترنت أو شبكات التواصل الاجتماعي، وقد طلب المجمع من الكرادلة العزوف عن عقد المؤتمرات الصحفية أو اللقاءات الإعلامية خلال مرحلة التحضير للمجمع.
في اجتماع يوم 4 مارس، أقرّ المجمع بضعًا من الخطوات التميهيدية، كاختيار ثلاثة كرادلة لمساعدة قهرمان المجمع الانتخابي، واقترح أن يقوم المجمع بإرسال رسالة شكر للبابا بندكت السادس عشر. الاجتماعات التالية، والتي عقدت من ليل 4 مارس كانت مرتكزة على «الصلاة والتأمل»، ومناقشة أنشطة الكرسي الرسولي من خلال علاقة الأساقفة في العالم، وتحديث الكنيسة في أعقاب المجمع الفاتيكاني الثاني. يوم 6 مارس، احتفل الكرادلة بالقداس الإلهي جماعيًا للمرة الأولى، وتوالى على الخطب في الدورة 18 كاردينالاً، وناقش المجمع قضايا متعلقة بجهود الكنيسة الخيرية والاهتمام بالفقراء، وحركة الوحدة المسكونية، بالإضافة إلى تعرّف الكرادلة بعضهم إلى بعض.
يوم 7 مارس نشر الفاتيكان للصحافة صورًا عن الأعمال التحضيرية بما في ذلك تركيب المدخنة التي يبعث منها الدخان الأسود والأبيض بعيد كل أربع جولات انتخابية، وفي 8 مارس أقرّ الكرادلة بدء المجمع المغلق في 12 مارس، وتزامنًا مع الإعلان، دخل الناخبون في مرحلة الانقطاع عن الإعلام، سواءً من ناحية التصريحات الصحفية أو التواصل عبر الهاتف أو الإنترنت. الدورة الأولى من التصويت ستبدأ بعد ظهر يوم الثلاثاء يوم 12 مارس 2013، بعد قداس في كاتدرائية القديس بطرس؛ في يوم 8 مارس أيضًا، عقد المجمع جلسة أخرى حضرها الكرادلة الناخبون وغير الناخبين من الحاضرين، توالى على الخطب 18 كاردينالا، وتناولت الخطب دور المرأة في الكنيسة - تزامنًا مع اليوم العالمي للمرأة -، والحوار بين الأديان، والأخلاقيات البيولوجية، ودور الكنيسة في تعزيز العدالة حول العالم، ودور الكنيسة في إعلان الإنجيل. في حين قام الكاردينال المالطي بروسبر غريش، وهو غير ناخب بعمر 87 عامًا، بإدارة صلوات وأدعية التأمل الصباحي مع الكرادلة. في يوم 8 مارس أيضًا، أقسم الكرادلة اليمين القانونية، حول حفظ السريّة وانتخاب اللائق للمنصب. يوم السبت 9 مارٍس، توالى 15 كاردينالا على الخطب، وتم تعيين غرف الناخبين بالقرعة، وفي الجلسة المسائية، تواصلت نقاشات الكرادلة، فتحدث 17 كاردينالاً، ونوقشت التوقعات المتعلقة بالبابا الجديد، وتحسين الإدارة في الكوريا الرومانية. يوم الأحد 11 مارس، زار الكرادلة كنائسهم الفخرية في روما، وكسر خاتم البابوية السابق حسب التقليد، في اليوم الأخير قبل انعقاد المجمع المغلق توالى على الخطب 28 كاردينالاً. الجدول الزمني لانتخاب البابا غير معروف، غير أنه من المتوقع، أنه إذا لم ينتخب البابا في نهاية اليوم الثالث، فسوف يعلن يوم عطلة خلال المجمع، ليأخذ الكرادلة فرصة للصلاة والراحة.

## انعقاد المجمع
في 12 مارس 2013، احتفل الكرادلة بالقداس الإلهي في كاتدرائية القديس بطرس في الفاتيكان، وألقى عميد مجمع الكرادلة الكردينال آنجيلو سوداني عظة شدد فيها على أهمية أن «يمنح الربّ كنيسته راعيًا جديدًا»، ووجه فيها التحية إلى البابا الفخري بندكت السادس عشر، وتمنى أن يكون المجمع المغلق قصيرًا. بعد الظهر، في 4.30 بتوقيت روما، توجه الكرادلة إلى كنيسة سيستين في موكب جماعي، مع ترتيل طلبة جميع القديسين ثمّ هلمّ أيها الروح الخالق باللاتينية، ثم أقسموا بحفظ السريّة، قبل أن تبدأ أولى جلسات التصويت.